# Aldis Kušķis
Aldis Kušķis (ur. 6 października 1965 w Rydze) – łotewski polityk, deputowany do Parlamentu Europejskiego (2004–2009).

## Życiorys
W 1983 ukończył szkołę średnią w Rydze. Po odsłużeniu wojska na Syberii w połowie lat 80. włączył się w działalność eksperymentalnego centrum młodzieżowego „Forums” w Rydze. Był dyrektorem Tērpu Teātris, wydawał gazetę „Pilsēta”, pracował jako DJ. W latach 90. został dyrektorem w spółce reklamowej „Labvakar”, pracował również w Baltic Motors Corporation jako dyrektor ds. marketingu oraz agencji reklamowej Adell Saatchi & Saatchi Advertising. Od 1996 zatrudniony jako dyrektor ds. obsługi klienta w agencji reklamowej „AGE”, a później jako dyrektor ds. regionalnych stosunków biznesowych.
W 2002 znalazł się wśród założycieli ugrupowania Nowa Era. W tym samym roku uzyskał mandat posła na Sejm. W latach 2003–2004 był łotewskim obserwatorem w Parlamencie Europejskim. W 2004 wybrany do Parlamentu Europejskiego z listy Nowej Ery. W PE zajmował się m.in. stosunkami z Ukrainą i Białorusią, pracował w Komisji Ochrony Środowiska Naturalnego, Zdrowia Publicznego i Bezpieczeństwa Żywności. Był członkiem grupy chadeckiej. W 2009 nie ubiegał się o reelekcję.